# زیست‌شناسی سامانه‌های پیچیده
زیست‌شناسی سامانه‌های پیچیده، زیرشاخه‌ای از زیست‌شناسی محاسباتی است. در زیست‌شناسی سامانه‌های پیچیده تمرکز بیشتر روی بررسی پیچیدگی در ساختار و عملکرد موجودات زنده، بوجود آمدن و تکامل موجودات و گونه‌ها با تأکید بر تعاملات پیچیده درون و میان شبکه‌های زیستی و نیز روابط اساسی برای ادامه حیات می‌باشد. از این جهت زیست‌شناسی سامانه‌های پیچیده را می‌توان شاخه‌ای از علوم نظری با هدف مدل کردن الگوهای رابطه‌ای زیستی دانست. زیست‌شناسی سامانه‌های پیچیده با شاخه‌های دیگری هم چون زیست‌شناسی دستگاه‌ها و سامانه پیچیده نیز تا حدی هم‌پوشانی دارد. مفهوم پیچیدگی از این جهت منشأ می‌گیرد که در بسیاری از سامانه‌ها به خصوص سامانه‌های زیستی تعداد زیادی متغیر و ارتباطات زیاد و متنوعی در بین این متغیرها وجود دارد.

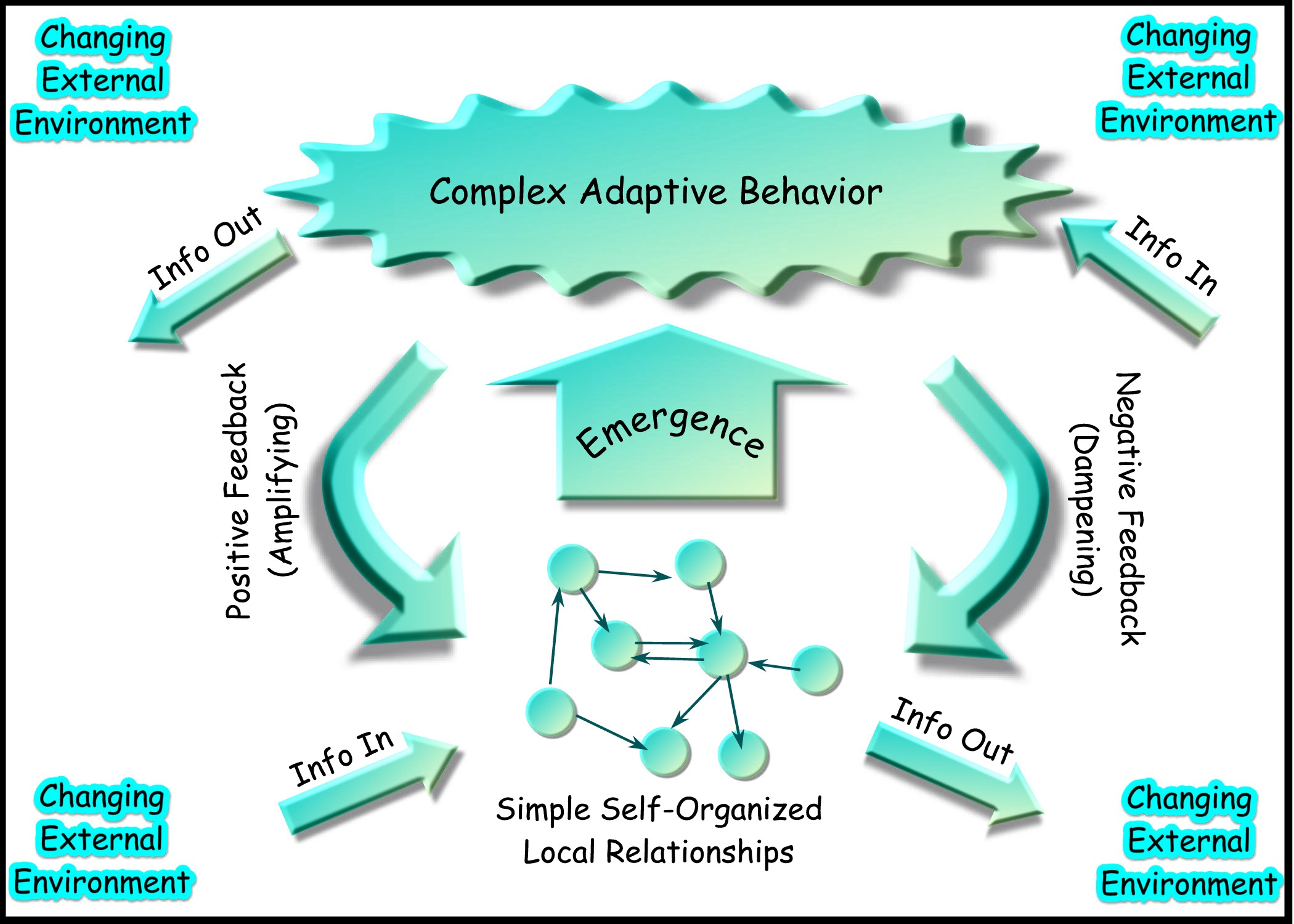
نمایش شبکه‌ای یک سامانه پیچیده

## تاریخچه
تا قبل از چند دهه اخیر، دانشمندان می‌توانستند در یک آزمایش تنها یک یا چند جز تشکیل دهنده سلول را مشاهده و بررسی کنند. اما با پیشرفت‌های علمی اخیر، می‌توان فعالیت‌های درون سلول را در مقیاسی بزرگ‌تر و با جزییات بهتری مشاهده کرد. چون تکنولوژی‌های جدیدی همانند توالی‌یابی آران‌ای، توالی‌یابی آران‌ای و پروتئین‌ها می‌توانند تعداد زیادی از متغیرها در سلول را اندازه‌گیری کنند و به این ترتیب یک تصویر از حالت سلول تولید کنند. این دست‌آوردها منجر به تحول در زیست‌شناسی و بوجود آمدن شاخه‌هایی همچون زیست‌شناسی دستگاه‌ها شد.

## محیط پیچیده و عامل پیچیده[۴]
سامانه‌های پیچیده را می‌توان به دو گروه عوامل پیچیده و محیط‌های پیچیده تقسیم کرد. یک عامل پیچیده، سامانهی است که مرز مشخصی با محیط اطراف دارد، معمولاً دارای یک یا تعداد کمی واحد پردازشی مرکزی است و دارای مکانیسم‌هایی برای به دست آوردن و مصرف انرژی است. این عوامل معمولاً دارای حسگرها و محرک‌هایی هستند که از طریق آن‌ها با محیط اطراف خود تعامل می‌کنند و معمولاً به وجود خود آگاهی دارند. عوامل پیچیده معمولاً در یک محیط پیچیده یا در یک عامل بزرگ‌تر وجود دارند. اما در سوی دیگر محیطهای پیچیده نقطه مقابل یک عامل پیچیده هستند. آن‌ها معمولاً از چندی عامل پیچیده معمولاً مرتبط به هم تشکیل شده‌اند و دارای هماهنگ‌کننده مرکزی یا مرزی واضح نیستند.
سرعت تغییر در یک محیط پیچیده با افزایش پیچیدگی بیشتر می‌شود اما در یک عامل پیچیده، خلاف این روند مشاهده می‌شود. با توجه به این مسئله که تعیین مرزی بین محیط و عامل پیچیده ممکن نیست، شاید یک محیط پیچیده را بتوان یک سامانه پیچیده در حالت ابتدایی دانست. این محیط که از عواملی تشکیل شده‌است تکامل پیدا می‌کند تا خواص یک عامل را پیدا کند. به این ترتیب زمانی که سامانه یه طور کامل تبدیل به یک عامل شدو تعداد کافی از آن وجود داشت، دوباره این عامل‌ها تشکیل یک محیط را می‌دهند. این طرز نگاه می‌تواند به خوبی با دانسته‌های ما دربارهٔ تکامل و تشکیل موجودات چند سلولی از موجودات تک سلولی هماهنگ باشد.

## پیچیدگی در موجودات و زیست کره
هنوز تعریف دقیقی برای پیچیدگی در موجودات زنده، زیست کره، تکامل زیستی و زیست‌بوم ارائه نشده‌است.
اکثر سامانه‌های پیچیده درقالب مفاهیمی برگرفته از فیزیک آماری، نظریه اطلاعات و دینامیک‌های غیرخطی بیان می‌شوند. اما تمرکز این دیدگاه‌ها روی پیچیدگی در سازمان دهی یا خواص ساختاری یا ساختار جبری سامانه که در زمینه زیست‌شناسی از اهمیت بالایی برخوردارند نیست. به تازگی برای حل این مشکل از روش‌هایی برگرفته از نظریه اطلاعات و نظریه گراف یا هم‌بندی شبکه برای توصیف سامانه‌های زیستی استفاده می‌شود.

A Complex Signal Transduction Pathway

به خاطر تفاوت در ساخت و پویای در موجودات زنده، توانایی تولید مثل و موارد دیگر، موجودات زنده در تعریف استاندارد برای سامانه‌های پیچیده نمی‌گنجند و هم از لحاظ ساختاری و هم عملکردی، فرا پیچیده در نظر گرفته می‌شوند که متشکل از سامانه‌های پیچیده‌ای درون خود هستند.

## سلول به مثابه یک سامانه پیچیده
بدن انسان از حدود ۵۰ تریلیون سلول از تقریباً ۴۰۰ گونه مختلف تشکیل شده. هر سلول از تعداد زیادی قسمت‌های گوناگون ساخته شده‌است که هر کدام از این قسمت‌ها به تعداد مختلف در سلول وجود دارند. تمام این بخش‌ها با هم تعامل می‌کنند تا سلول به ادامه حیات بپردازد. از طرفی تعداد زیادی از این سلول‌ها اندام‌های گوناگون و موجودات زنده را می‌سازند. از این سو می‌توان سلول‌ها را به عنوان سامانه‌های ساده در نظر گرفت.
بر روی پوسته سلول که همانند مرز سامانه پیچیده با اطراف است گیرنده‌هایی وجود دارد که به منزله حسگرهای سامانه است. مسیرهای مختلف در سلول بوسیلهٔ عوامل خارجی تحریک می‌شوند و منجر به تغییر در دینامیک سامانه می‌شوند و بدین گونه اطلاعات هزاران گیرنده روی پوسته سلول حالت سلول را مشخص می‌کنند. از طرفی این سلول‌ها به گونه‌های مختلف می‌توانند بر محیط اطراف خود و سلول‌های دیگر نیز تأثیر بگذارند. ارایهٔ مدل‌هایی سازگار داده‌های تجربی حاصل از آزمایشات می‌تواند منجر پیش‌بینی حالات سامانه و نیز بررسی فرضیات و در نهایت افزایش درک و دانسته‌ها از سامانه شود. البته در بسیاری از بررسی‌ها به دلیل پیچیدگی زیاد سامانه‌های زیستی، ناچار به انجام برخی ساده‌سازی‌ها مثل کم کردن تعداد متغیرها یا ساده کردن ارتباط میان آن‌ها هستیم.